# 信長の棺
『信長の棺』（のぶながのひつぎ）は、加藤廣著の歴史小説。日本経済新聞に連載された。単行本と文庫を合計した発行部数が約250万部のベストセラーとなった。
これを原作としたスペシャルテレビドラマはテレビ朝日系列で2006年11月5日の『日曜洋画劇場』で放送され、視聴率は17.8％を記録した。

## ストーリー
織田信長の家臣・太田牛一は、主君からとある密命を受けるも、直後に信長は本能寺の変により横死を遂げる。生前の命令に従うべく柴田勝家のもとへ向かった牛一は佐久間に捕らわれてしまう。
10ヶ月後牛一は、賤ヶ岳の戦いに勝利し、信長の後継者となった秀吉に助け出される。秀吉から信長の伝記を執筆することを命じられた牛一は、山の民の娘、楓とともに信長の遺体の行方を捜し始める。
信長の遺体の行方を追っていくと丹波で山の民の頭で楓の祖父である惣兵衛と出会い、阿弥陀寺の僧清如に会う道筋をつけてくれる。その後、清如と会った牛一は、本能寺から南蛮寺への抜け穴の存在や秀吉は山の民出身であったということ、抜け穴を秀吉が埋めたことが原因で信長が死んだことなどを知らされる。

## テレビドラマ

### キャスト
- 太田牛一：九代目松本幸四郎
- 豊臣秀吉：中村梅雀
- 楓（“山の民”の娘）：片瀬那奈
- 才蔵：渡辺いっけい
- 石田三成：篠井英介
- 近衛前久：白井晃
- 秋津（信長の侍女）：松本紀保
- 小鶴：貫地谷しほり
- 蒲生賢秀：中原丈雄
- 前田利家：佐野圭亮
- 森蘭丸：森田直幸
- 明智左馬助：前川泰之
- 大村由己（梅庵）：蟹江敬三 －秀吉の右筆
- 興雲院（お鍋の方）：浅野ゆう子（特別出演）－信長側室
- 徳川家康：西郷輝彦（特別出演）
- 明智光秀：小日向文世
- 清如（京阿弥陀寺の僧）：内藤剛志
- 惣兵衛（“山の民”の総領、楓の祖父）：夏八木勲
- 織田信長：松岡昌宏

### スタッフ
- 脚本：長坂秀佳
- 音楽：栗山和樹
- プロデュース：五十嵐文郎（チーフ）・内山聖子・武田功・中嶋等
- 監督：三村晴彦
- 製作：テレビ朝日・松竹